# Coremia signaticollis
Coremia signaticollis är en skalbaggsart som beskrevs av Jean Baptiste Lucien Buquet 1844. Coremia signaticollis ingår i släktet Coremia och familjen långhorningar. Inga underarter finns listade i Catalogue of Life.